# Jean Yole
Pour les articles homonymes, voir Robert.

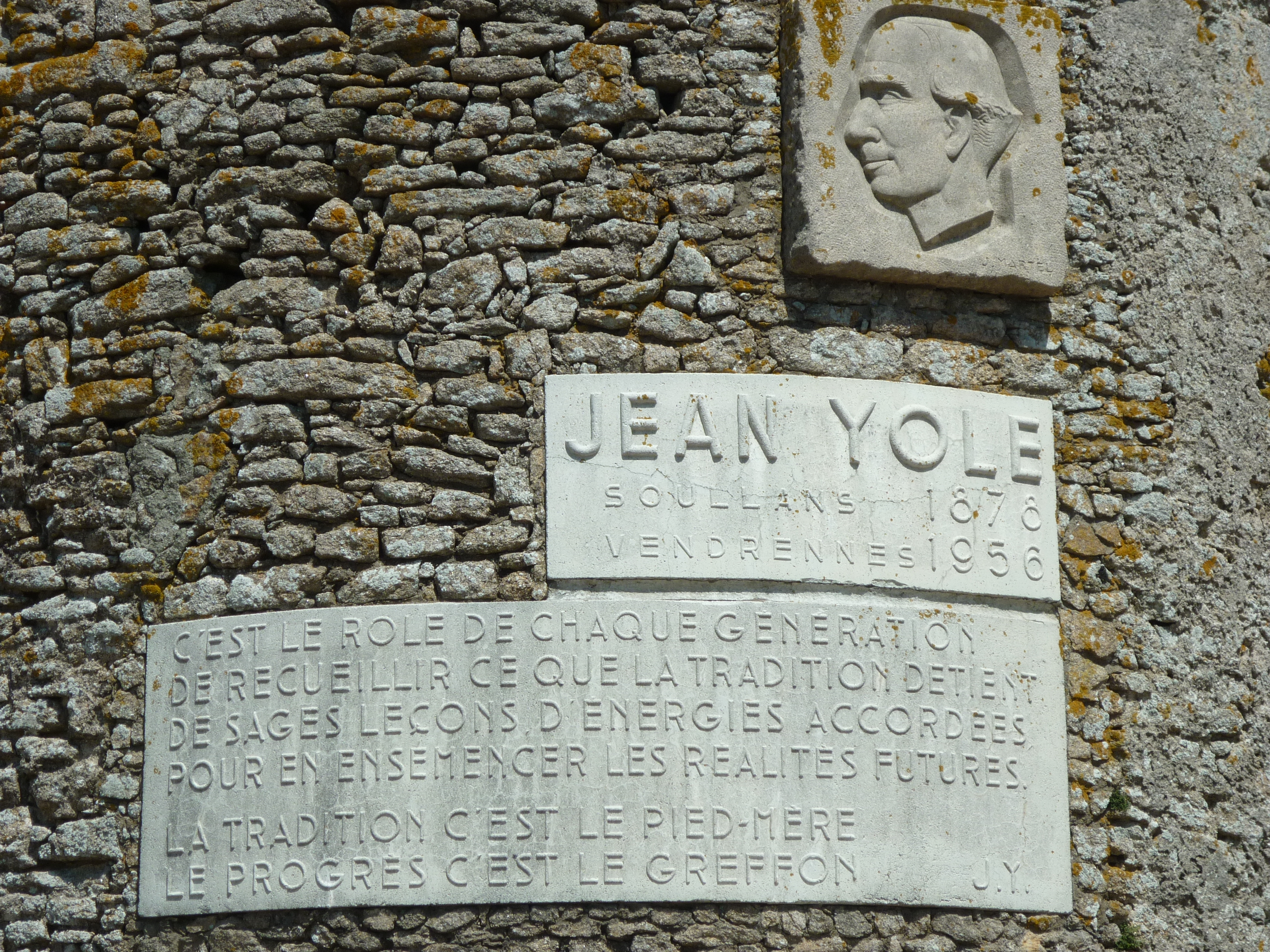
Portrait et citation de Jean Yole au mont des Alouettes.

Jean Yole, né Léopold Robert à Soullans (Vendée) le 7 septembre 1878 et mort à Vendrennes (Vendée) le 2 novembre 1956, est un écrivain et homme politique français, maire de Vendrennes et sénateur de Vendée de 1936 à 1944. 

## Biographie
Léopold Marie Fidèle Robert est issu d'une lointaine famille de paysans mais, pour les trois dernières générations, il descend d'une lignée d'artisans charpentiers. Il est le fils de Philippe Antoine Robert (1841-1922) et de Rose Françoise Burgaud (1841-1923). Il suit des études au petit séminaire des Sables-d'Olonne puis à La Roche-sur-Yon. Le baccalauréat obtenu, il poursuit des études de médecine à la faculté catholique de Lille puis à la faculté de médecine de Paris.
Devenu médecin en 1904, il revient exercer à Soullans, dans le marais vendéen, et se marie le 23 octobre 1906 avec une fille du bocage, Marie-Joseph Boisdé (1885-1983). Il adopte alors Jean Yole comme nom de plume, car il se déplace en yole pour visiter ses malades.
Il est l'un des membres fondateurs du Souvenir vendéen en 1932.

### Parcours politique
Se revendiquant comme « catholique et traditionaliste », il est maire de Vendrennes de 1933 à 1945 et est élu sénateur (conservateur [réf. nécessaire]) de Vendée le 14 janvier 1936,.
Il vote les pleins pouvoirs au Maréchal Pétain le 10 juillet 1940. Nommé membre du Conseil national institué en 1941 par le maréchal Pétain pour remplacer le Parlement et pour le conseiller, et membre du conseil départemental de Vendée remplaçant le conseil général, il adhère pleinement à l'idéologie de la Révolution nationale. Il est déclaré inéligible par un jury d'honneur après la Libération mais Léopold Robert s'est retiré de la vie politique après son vote pour les pleins pouvoirs à Pétain. Redevenu éligible en 1946, il ne se représente plus.
En 1948, il est élu membre de l'Académie d'agriculture.

## Œuvres
Écrivain de la terre et chantre de l'éternel paysan, il a surtout traité dans ses romans, ses pièces de théâtre et ses essais, de la Vendée et des problèmes sociaux d'un monde rural affecté par des mutations venant bouleverser l'ordre ancien de la société traditionnelle. Originaire du marais breton, il a utilisé comme nom de plume un emblème de ce pays : la yole.

### Romans
- Les Arrivants (1909)
- La Dame du bourg (1910)
- Les Démarqués (1911), prix Jules-Davaine de l’Académie française en 1918
- Sa veuve (1918)
- Limogé (1921)
- La servante sans gages (1928)

### Théâtre
- Le Palais du paysan (1933, inédit)
- Théâtre de la terre
  - La servante sans gages (1934)
  - Ève (1938)
  - Le Capitaine de paroisse (1950), prix Brieux de l'Académie française en 1951

### Essais
- Le Malaise paysan (1929), prix Fabien de l'Académie française en 1930
- La Terre et les vivants (1941), prix Fabien de l'Académie française en 1944
- La Population et l'habitation rurales (1929)
- La Vendée (1936)
- Les Marais de Monts en Vendée (1938)
- Méditations à la barrière d'un champ
- Combats

## Hommages
- Le profil en bas-relief et une citation de Jean Yole ont été apposés sur un des moulins du Mont-des-Alouettes, aux Herbiers.
- 2006 :  année Jean Yole. Le conseil général de la Vendée a décidé de lui dédier une année spéciale débutée le 2 novembre 2006.
- Son œuvre a été présentée dans le numéro 21 de la revue trimestrielle Encres de Loire consacrée aux métiers du livre et à la littérature et éditée par le conseil régional des Pays-de-la-Loire.
- Blessé de guerre, Jean Yole est fait chevalier de la Légion d'Honneur, reçoit la croix de guerre 1914-1918 et la croix du combattant volontaire 1914-1918[4].

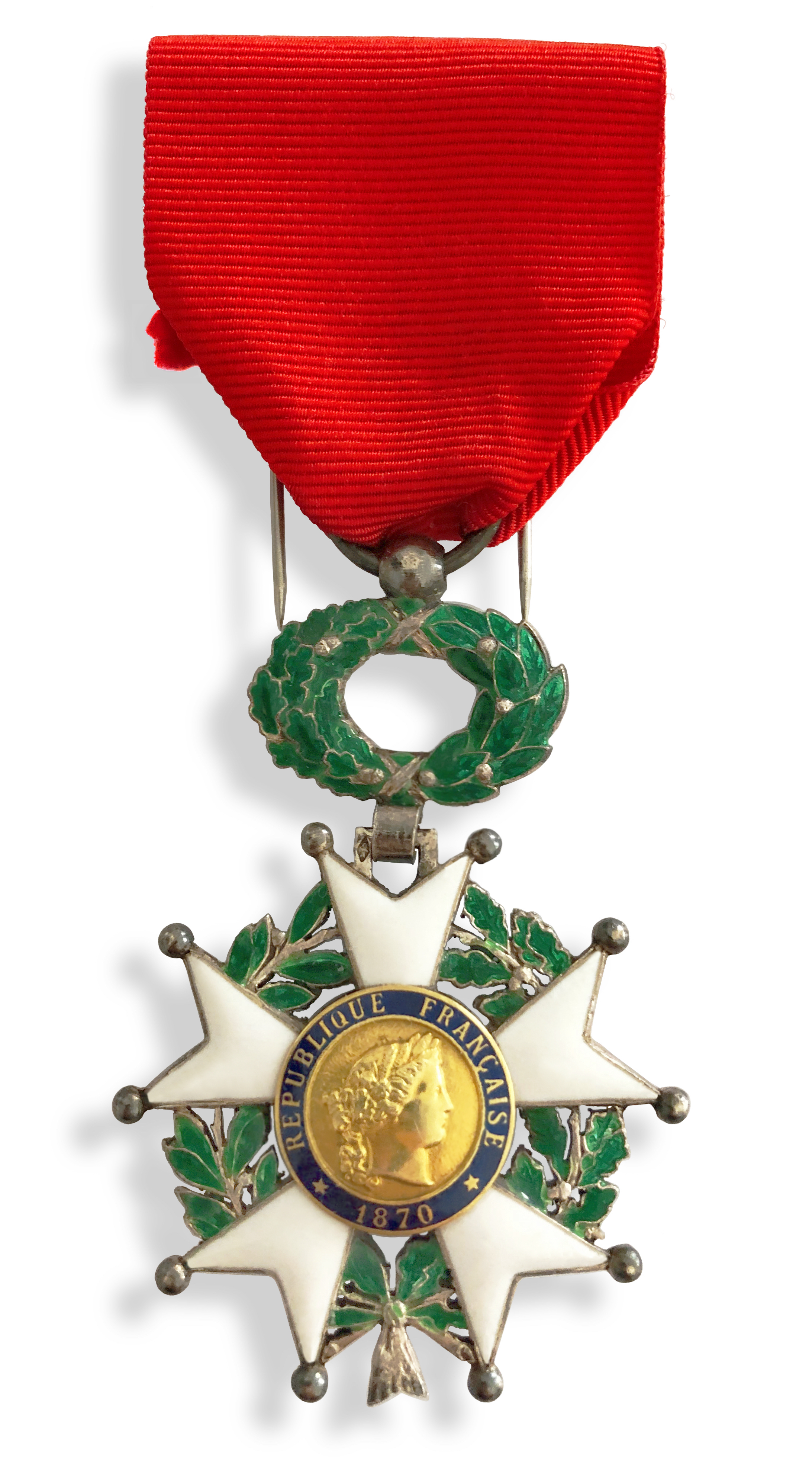
Médaille de chevalier de la Légion d'Honneur.
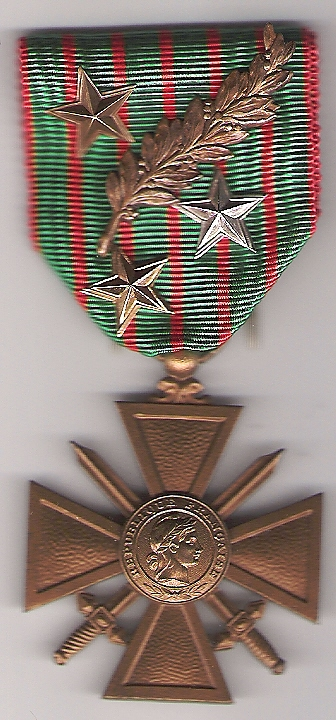
Médaille de la croix de guerre 1914-1918.
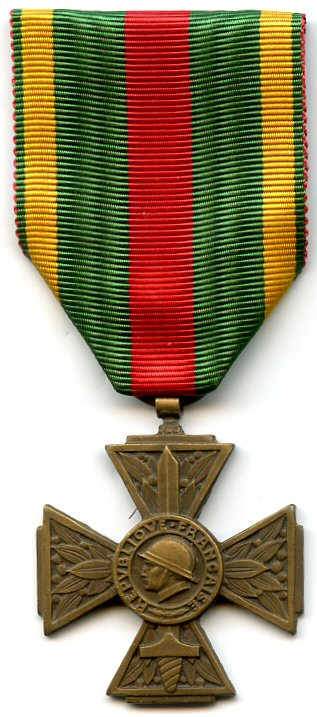
Médaille du combattant volontaire 1914-18.

### Lieux portant le nom de Jean Yole
Différents lieux portent son nom :
- le collège Jean-Yole aux Herbiers ;
- le boulevard Jean-Yole à Challans ;
- le boulevard Jean-Yole à La Roche-sur-Yon ;
- le square Jean-Yole à Saint-Christophe-du-Ligneron ;
- la place Jean-Yole à Saint-Jean-de-Monts ;
- un sentier littoral à Sion-sur-l'Océan appelé promenade Jean-Yole ;
- la place Jean-Yole à Soullans ;
- la place Jean-Yole à Vendrennes ;
- la rue Jean-Yole à L’Île d'Yeu où a habité Rose Bathellier pendant de nombreuses années avant de s’installer à Noirmoutier ;
- La rue Jean-Yole à Cholet.